# Maruya Saiichi

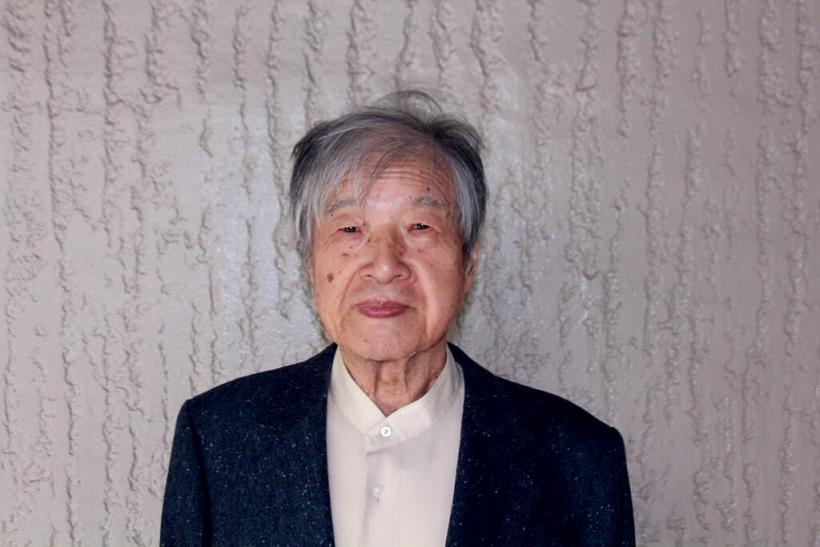
Maruya Saiichi, 2011

Maruya Saiichi (japanisch 丸谷 才一; * 27. August 1925 in Tsuruoka; † 13. Oktober 2012 in Tokio) war ein japanischer Schriftsteller.

## Leben
Saiichi wurde als Sohn eines Arztes in der Präfektur Yamagata geboren. Er begann ein Studium der Anglistik an der Universität Tokio, das er 1950 mit einer Arbeit über James Joyce abschloss. Ab 1953 war er Dozent an der Kokugakuin-Universität in Tokio. Neben seiner akademischen Laufbahn wurde er bald auch durch seine Übersetzungen der Werke Graham Greenes bekannt und geschätzt. Als Debütwerk gilt Ehoba no kao o sakete (エホバの顔を避けて), das 1960 als Buch erschien und, für Japan ungewöhnlich, stofflich auf dem Alten Testament basiert. Der literarische Durchbruch gelang Saiichi mit Sasamakura (笹まくら, Das Bambuskopfkissen), das stark von Joycens Theorie des Bewusstseinsstroms beeinflusst ist.
Für sein Werk Toshi no nokori (1968, dt.: „Der Rest des Jahres“) bekam er den Akutagawa-Preis verliehen; für Tatta hitori no hanran (1972, dt.: „Der Aufstand eines Einzelnen“) den Tanizaki-Jun’ichirō-Preis, für Gotobain 1973 den Yomiuri-Literaturpreis und für Jueitan (樹影譚) 1988 den Kawabata-Yasunari-Literaturpreis. 2006 wurde er als Person mit besonderen kulturellen Verdiensten geehrt, 2011 wurde er mit dem Kulturorden ausgezeichnet.
Saiichi starb am 13. Oktober 2012 in einem Tokioter Krankenhaus an Herzinsuffizienz.

## Werke (Auswahl)
In deutscher Übersetzung erschienen:
- Die Journalistin, aus dem Japanischen von Sabine Mangold und Hayasaki Yukari. Frankfurt am Main: Insel Verlag, 1997, ISBN 3-458-16843-5
- Baumschatten, aus dem Japanischen von Tobias Cheung, Edition Nippon, Angkor Verlag, Frankfurt am Main 2010, ISBN 978-3-936018-76-9